# 스톤브릿지캐피탈
스톤브릿지캐피탈(영어: Stone Bridge Capital)은 대한민국의 사모펀드이다.

## 투자
- DS단석[1]
- 리파인[2]
- 유진소닉
- 에이스엔지니어링[3]
- 코렌스이엠[4]
- 유모멘트
- AK홀딩스[5]